# ミクシア属
ミクシア属（ミクシアぞく、Mixia ）は、植物寄生菌の1属。担子菌に属し、現在は1種のみが知られる。分類上も独特でこの1種で独立の綱を立てる。ゼンマイに寄生している。

## 概説
ミクシア属は現在のところはただ1種、M. osmundae のみが知られている。発見は多くないが分布は東アジアと北アメリカにわたる。すべてゼンマイ属の葉に寄生して発見されている。多核の菌糸体を宿主細胞中に発達させ、円柱形の胞子形成細胞を宿主表面に出し、その表面に胞子を作る。
本種はその研究史も錯綜している。当初その構造がタフリナに似ているものと把握され、最初はこの属の新種として記載された。その後の研究でその違いが指摘され新属を、さらには新科を立てる説が出たものの子嚢菌であるとの判断は変わらなかった。しかし分子系統の研究で担子菌類に類縁があることが発見され、その形態なども見直しが行われ、現在では担子菌類中に独立綱を立てる扱いが為されている。

## 特徴
知られている種は上記のように1種のみなので、それに即して記す。植物寄生菌であり、宿主植物はシダ植物のゼンマイ属のものだけである。本種が感染すると、シダの葉には黄色から褐色の小さな病変部が出来る。その部分には胞子による白い粉の層が生じる。
菌体は宿主細胞壁の内部で発達し、当初はまばらに隔壁を持つ菌糸となるが、後に多核体となり、その内部には小さな核を多数含む。胞子形成は、まず宿主の表皮の細胞壁の下に膨大した細胞を生じ、そこから嚢状の胞子形成細胞が出て、その表面に多数の胞子を同時に外生する。この胞子は単一の核のみを含む。胞子形成細胞は棒状から洋なし状の形で長さ24-60μm、幅9-25μm程度、出芽的に形成される胞子は多数あって楕円形で長さ3-4.5μm、幅1.5-2.5μmで無色。

## 培養
胞子を取り出しての培養は可能で、通常の培地上で成長する。Nishida et al(1999)ではコーンミール寒天培地に麦芽抽出物、酵母エキスなどを加えた培地で単胞子培養に成功している。それによると20℃で10日間培養したコロニーはその直径が15mmほど、やや粘液質に見えて白からクリーム色であった。これは2週間後にはややピンク色を帯びたクリーム色に変わった。菌は出芽によって増殖する、つまり酵母状の姿をとる。
なお、寄生菌でありながら植物体上に形成される胞子が培地上で培養可能であり、それが酵母の形態を取る点はタフリナにも見られるものである。

## 分布
発見の記録はごく少ない。日本と台湾ではゼンマイ Osmunda japonika 上で、北アメリカではヤマドリゼンマイ O. cinnamomea(この種は現在では別属とされている) 上に寄生して発見されている。

## 生活史
上記のように宿主上で細胞内部で成長し、胞子形成細胞を表面に出して単核の胞子を作ることが分かっているが、それ以外の部分は不明である。またこの胞子が単相か複相か、単相であれば体細胞分裂によるものか減数分裂によるものか、といった部分は解明されていない。また胞子の発芽や宿主への感染に関しても観察例がない。Toome et al(2014)はこれらをゲノムの解析によって検討し、培養下の酵母状の菌体は単相であり、胞子の形成は無性的に行われるとの判断を示している。

## 系統上の問題
本属の胞子形成部の構造とその胞子の形成過程は菌類中で他に類似したものがない。その分類的な位置づけに関しては分子系統の情報に基づき、Hibbett et al.(2007)が上掲のような分類体系を示している。

## 研究史

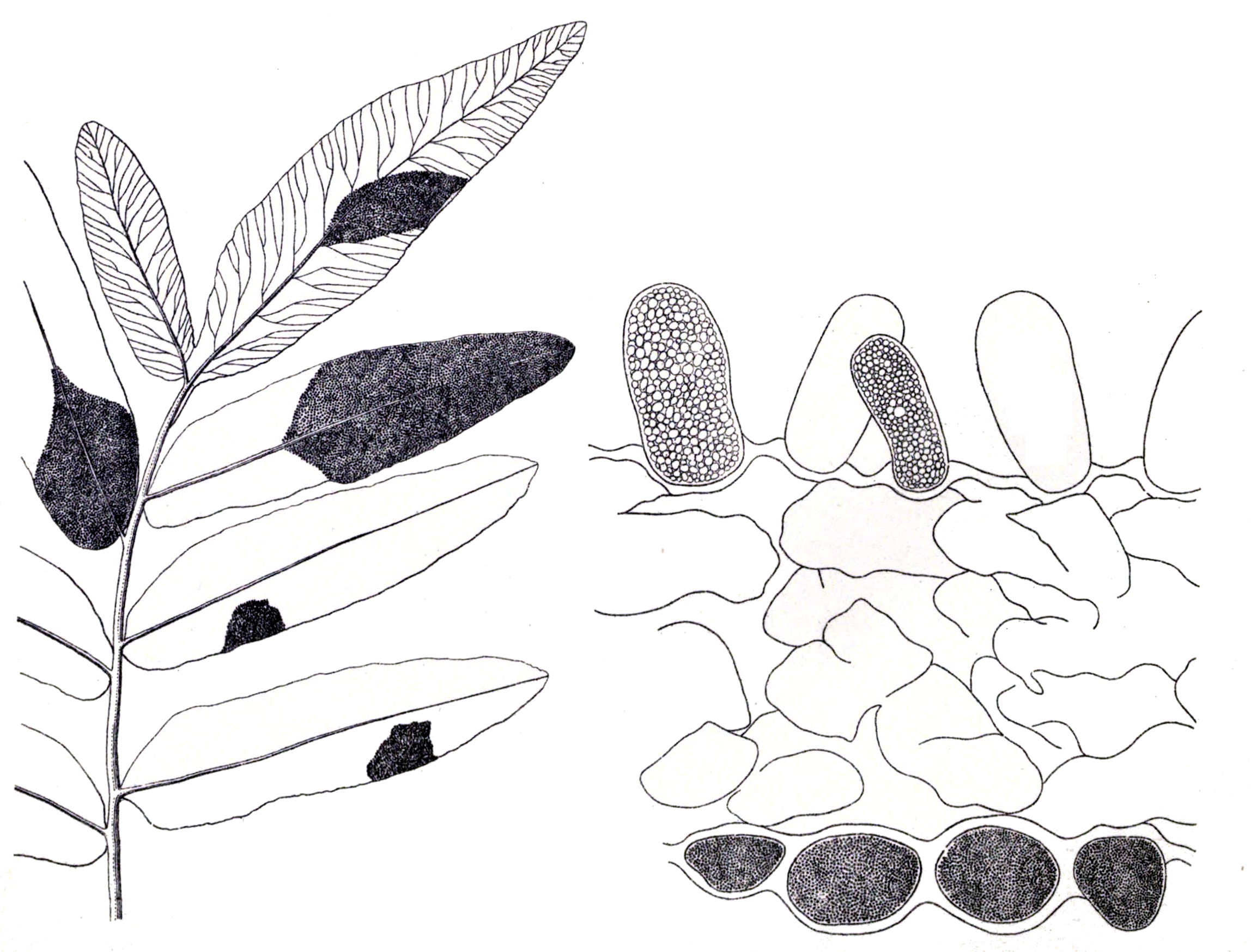
Nishidaによる図
胞子は細胞内に形成されるように描かれている。

本種は1911年に T. Nishida によって記載された。ただしこのときの学名は Taphrina osmundae であった。これは胞子形成細胞と胞子の位置が見誤られ、嚢状の胞子形成細胞の内側に、つまり内生的に胞子が形成されていると判断されたためである。つまり胞子形成細胞を子嚢であるとみなし、同様に植物寄生性で宿主表面に子嚢を並べて形成するタフリナ属のものと判断したものである。
これに対してMixは1947年に日本産の3つの標本に基づいて記載を見直し、本種の菌糸体が表皮の細胞壁の内側の腔所に発達し、その初期段階が隔壁を有する短い菌糸の形を取ることを示した。菌糸体が成熟すると、介在的に膨大する細胞を生じ、そこから子嚢が形成され、それが表皮の壁を破ることで露出するとした。Kramerはこれらの情報に基づいて、また菌糸体が多核である点などから本種をタフリナ科とプロトミケス科の両方に類縁があるものの、むしろプロトミケス科に近いと判断し、本種のために新しい属としてミクシア属 Mixia を立て、仮の措置としてプロトミケス科に含めた。Savileは1968年に本属の周辺の群に関して考察して本属をタフリナの祖先に当たる藻菌類との間に当たるものと見なした。さらにKramerは1987年にミクシア科 Mixiaceae を立てて本属だけをその中においた。ここまでの経過に於いて、少なくとも菌類学者は本属の菌を子嚢菌類であると判断していた。
杉山純多を中心とするグループは高等菌類の系統関係を解明することを目指し、タフリナ属とサイトエラ属の分子系統的研究を進めてきたが、彼らは次の標的として本属を選んだ。その最初に本種の1株の18S rRNAを調べたところ、これが何と担子菌系酵母と同一グループを為したのである。これは彼らにとっても驚きであった旨がNishida et al.(1995)に記されている。そこで次に電子顕微鏡による微細構造の研究が行われ、その結果その細胞壁の構造や出芽の状態がやはり担子菌系酵母への類縁性を示すものであった。彼らはひとまずこれが本種の培養株でなく、何かの形で担子菌系酵母に入れ替わったという可能性を考えたという。しかし彼らは1993年に本種の新しい標本を手に入れ、そこから新たな培養株を確立した。それらを調べた結果が、微細構造においても遺伝子情報においてもこの菌が担子菌、特にサビキン類に類縁があって子嚢菌、タフリナ類などとは縁が遠いことを示した。そこから形態的特徴も見直された結果、実は胞子形成が内生的とされていたのが勘違いであり、胞子形成細胞の表面に出芽的に形成されることが明らかになった。これによって本属の分類的な位置が大きく見直されることになった。